# Campomanesia pubescens
Campomanesia pubescens (guabirobeira, guabiroba, gabiroba ou guavirá) é uma espécie de Campomanesia endêmica no Brasil e Bolívia, nas regiões. 

## Sinônimos
- Abbevillea widgreniana (O.Berg) O.Berg
- Britoa eriantha (Cambess.) O.Berg
- Campomanesia affinis O.Berg
- Campomanesia apiculata Barb.Rodr. ex Chodat & Hassl.
- Campomanesia australis O.Berg
- Campomanesia bracteolata Kiaersk.
- Campomanesia campestris O.Berg
- Campomanesia corymbosa (Cambess.) O.Berg
- Campomanesia cuneata O.Berg
- Campomanesia dimorpha O.Berg
- Campomanesia discolor O.Berg
- Campomanesia diversifolia Barb.Rodr.
- Campomanesia eriantha (Cambess.) Blume ex B.D.Jacks.
- Campomanesia eriantha (Cambess.) Blume ex Mattos
- Campomanesia erosa (Miq.) Govaerts
- Campomanesia fusca O.Berg
- Campomanesia gomesiana Handro & Mattos
- Campomanesia hassleri Barb.Rodr.
- Campomanesia heterophylla O.Berg
- Campomanesia houlletii O.Berg
- Campomanesia lanceolata O.Berg
- Campomanesia obversa (Miq.) O.Berg
- Campomanesia ovalifolia O.Berg
- Campomanesia paranensis D.Legrand
- Campomanesia pohliana O.Berg
- Campomanesia reticulata O.Berg
- Campomanesia rhytidophylla O.Berg
- Campomanesia rugosa O.Berg
- Campomanesia salviifolia O.Berg
- Campomanesia suaveolens (Cambess.) O.Berg
- Campomanesia trichosepala Barb.Rodr.
- Campomanesia virescens O.Berg
- Campomanesia warmingiana Kiaersk.
- Campomanesia widgreniana O.Berg
- Campomanesia yerutiensis Barb.Rodr. ex Chodat & Hassl.
- Guajava hians (Mart. ex DC.) Kuntze
- Psidium corymbosum Cambess.
- Psidium erianthum Cambess.
- Psidium erosum Miq.
- Psidium hians Mart. ex DC.
- Psidium obversum Miq.
- Psidium pubescens Mart. ex DC.
- Psidium suaveolens Cambess.

## Morfologia e Distribuição
Arbusto, caducifólio, muito ramificado de 1-2 m de altura, nativos de regiões do sudeste e centro-oeste do Brasil na vegetação de Campo Cerrado; é particularmente frequente no sul do Mato Grosso do Sul na fronteira com o Paraguai. Distingue-se das outras guabirobeiras arbustivas por ter em geral, pedúnculo densamente pubescentes e normalmente mais longos  que o broto floral, além de possuir folhas ainda imaturas por ocasião da antese e coriácea na maturidade, com pubescência na face inferior, de 8-12 cm de comprimento. As flores são solitárias, formadas de agosto a setembro. Os frutos são globosos, lisos, amarelados ou esverdeados, contendo polpa suculenta de sabor acidulado, com maturação de novembro a dezembro.